# Tomasz Nose
Tomadaž Nose (21 de abril 1982) é um ciclista esloveno profissional desde 2005 até 2014.

## Biografia
Estreiou como profissional em 2005 com a equipa Phonak. Depois desta primeira temporada sem nenhuma vitória, uniu-se em 2006 ao conjunto Adria Mobil onde ganharia dois Tour da Eslovénia.
Em agosto de 2007, mais de um ano após a sua primeira vitória no Tour da Eslovénia, deu positivo por Testoviron. Para esta substância proibida, Tomadaž tinha autorização para uso terapêutico. No entanto, esta autorização expedida pelo Comité Olímpico da Eslovénia não era válida para a União Ciclista Internacional, sendo necessária uma autorização expedida pela UCI. Portanto, a federação eslovena de ciclismo sancionou-lhe com uma suspensão de 20 meses e a retirada das suas duas vitórias no Tour da Eslovénia.

## Palmarés
2003 (como amador)
- 1 etapa do Grande Prêmio Guillermo Tell

2004 (como amador)
- Grande Prêmio Palio de Recioto
- 1 etapa do Tour da Eslovénia
- Grande Prêmio Guillermo Tell, mais 1 etapa
- Giro do Vale de Aosta. mais 1 etapa

2006
- Tour da Eslovénia, mais 2 etapas
- 2º no Campeonato da Eslovénia em Estrada

2007
- Tour da Eslovénia
- 2º no Campeonato da Eslovénia em Estrada